# Инцидент 1873 года
Инцидент 1873 года (яп. 明治六年政変, めいじろくねんせいへん, «мэйдзи рокунен сейхен», «Инцидент 6 года Мэйдзи») — массовая отставка членов японского правительства периода Мэйдзи. Состоялась 24—25 октября 1873 года. Вызвана поражением правительственной группы Сайго Такамори и Итагаки Тайсукэ в ходе дебатов о завоевании Кореи. Императорское правительство покинули половина Императорских советников, все военные и около 600 чиновников государственного аппарата разных уровней. После отставки часть оппозиционеров подняла вооруженные восстания против правительства, крупнейшим из которых было Сацумское восстание 1877 года, а другая часть приняла участие в общественном движении за свободу и народные права, которое требовало созыва всенародного Парламента. Отставка способствовала консолидации правительства, которое сосредоточилось на развитии японской экономики.